# Heinrich Raupach
Heinrich Raupach (geboren im 20. Jahrhundert) war ein deutscher Fechtsportler.

## Werdegang
Heinrich Raupach war Mitglied der Fechtabteilung des Turn-Klubbs zu Hannover, in dessen Reihen er sowohl im Einzel- als auch im Mannschaftskampf erfolgreich seinen Sport ausübte. Er focht dabei sowohl mit dem Florett als auch mit dem Säbel. 
Seine größten Erfolge erzielte er jedoch im Mannschaftsfechten mit dem Säbel. Die Mannschaft des Turn-Klubs Hannover wurde erstmals 1951 Deutscher Meister im Säbelmannschaftsfechten. Diesen Erfolg wiederholte die Mannschaft in den Folgejahren ununterbrochen bis 1955.
Für diesen Erfolg wurden er und die Säbelmannschaft (Raupach, Willy Fascher, Klaus Dieter Güse, Paul Hirschring, Richard Liebscher, Siegfried Rossner und Helmut Wollermann) des TK Hannover am 12. Januar 1956 von Bundespräsident Theodor Heuß mit dem Silbernen Lorbeerblatt ausgezeichnet.